# Boudreville
 Boudreville  es una población y comuna francesa, en la región de Borgoña, departamento de Côte-d'Or, en el distrito de Montbard y cantón de Montigny-sur-Aube.

## Demografía
| 118 | 83 | 80 | 86 | 72 | 76 |
| Para los censos de 1962 a 1999 la población legal corresponde a la población sin duplicidades (Fuente: INSEE [Consultar]) |    |    |    |    |    |